# Ruqayya
Ruqayya bint Muhammad (in arabo رقية بنت محمد‎?; 601 – 624) è stata figlia di Maometto e di Khadija bint Khuwaylid e si afferma che fosse la secondogenita delle quattro figlie del Profeta.

## Prima dell'Islam
Ruqayya e sua sorella Umm Kulthūm furono date in sposa a due cugini, figli di Abu Lahab, ma quest'ultimo ordinò ad essi di ripudiare le loro spose quando Maometto cominciò la sua attività di proselitismo. 
Questi ripudi avvennero non prima della rivelazione della sūra CXI del Corano, nella quale Abu Lahab viene maledetto. 
L'affermare, come fanno alcuni studiosi musulmani, che tali ripudi ebbero luogo prima della consumazione del matrimonio (per evitare che si possa parlare di “contaminazione” dell'Ahl al-Bayt con il tanto vituperato Abu Lahab) è assai probabilmente da respingere.

## Durante l'età islamica
Dopo il suo divorzio, Ruqayya fu sposata con ʿUthmān ibn ʿAffān ed emigrò con altri musulmani in Abissinia, in quella che viene chiamata “Piccola Egira”, tanto da essere ricordata col laqab di "Dhāt al-hijratayn" (Quella delle due Egire).
Dopo diverse mancate gravidanze, avrebbe dato alla luce nel 619 un figlio, ʿAbd Allāh, che però morì precocemente, a 6 anni, quando la madre era già scomparsa, a causa di un colpo di becco all'occhio infertogli da un gallo.
Raggiunse poi Medina con suo marito nel 622 ma morì mentre il padre era assente perché impegnato nella battaglia di Badr.